# Senzo Meyiwa
Senzo Robert Meyiwa (* 24. September 1987 in Durban; † 26. Oktober 2014 in Vosloorus) war ein südafrikanischer Fußballtorhüter.

## Karriere

### Verein
Meyiwa spielte in seiner Jugend für die Vereine London Cosmos und Orlando Pirates. Seit der Saison 2005 spielte er im Profikader für die Orlando Pirates und gab sein Debüt in der Saison 2006/07. Mit den Orlando Pirates gewann Meyiwa 2011 und 2012 die Premier Soccer League, die südafrikanische Meisterschaft.

### Nationalmannschaft
Meyiwa stand im Kader für die Auswahl Südafrikas beim Afrika-Cup 2013. Sein erstes Länderspiel absolvierte er bei einem Freundschaftsspiel gegen Lesotho am 2. Juni 2013. Zu Beginn der Qualifikation für den Afrika-Cup 2015 wurde er von Nationaltrainer Ephraim Mashaba zum Kapitän der Nationalmannschaft ernannt. Er bestritt sieben Länderspiele für Südafrika.

## Persönliches
Meyiwa war mehrere Jahre mit der freien Journalistin Mandisa Lulekwa Mkhize verheiratet und lebte mit ihr und den beiden gemeinsamen Kindern in Kapstadt. Von 2013 bis zu seinem Tod war er mit der Schauspielerin und Afro-Pop-Sängerin Kelly Khumalo liiert.

## Tod
Am Abend des 26. Oktober 2014 wurde Meyiwa bei einem Raubüberfall in einem Haus in Vosloorus bei Johannesburg erschossen, als er sich schützend vor seine Freundin stellte.

## Erfolge
- Südafrikanischer Meister: 2011, 2012